# Blohm & Voss P 208
Le Blohm & Voss P 208 était un projet d'avion militaire de la Seconde Guerre mondiale, conçu en Allemagne nazie par Blohm & Voss.

## Variantes
Trois variantes différentes de l'avion ont été conçues. Toutes trois avaient un train d'atterrissage tricycle rétractable.
P 208.01
P 208.02
P 208.03